# Slezské Pavlovice
Slezské Pavlovice là một làng thuộc huyện Bruntál, vùng Moravskoslezský, Cộng hòa Séc.